# شونيتشي تاناكا
شونيتشي تاناكا (باليابانية: 田中 俊一) (13 سبتمبر 1987 في أوساكا في اليابان – )؛ هو لاعب كرة قدم ياباني سابق كان يلعب كلاعب وسط.

## وصلات خارجية
- شونيتشي تاناكا على موقع رابطة كرة القدم اليابانية للمحترفين (اليابانية)
- شونيتشي تاناكا على موقع قاعدة بيانات كرة القدم.إي يو (الإنجليزية)
- شونيتشي تاناكا على موقع Soccerway.com (الإنجليزية)